# Publius Salvius Iulianus (Konsul 175)
Publius Salvius Iulianus († 182) war ein römischer Politiker und Senator des 2. Jahrhunderts n. Chr.
Salvius war der Sohn des Juristen Salvius Iulianus und wahrscheinlich weitläufig mit dem Kaiserhaus verwandt, da sein Großvater Lucius Catilius Severus auch zugleich der Adoptivurgroßvater des Mark Aurel war. Im Jahr 175 war er ordentlicher Konsul und hatte 180, beim Tode Mark Aurels, ein großes Heer unter sich. Dabei handelte es sich höchstwahrscheinlich um eine konsulare Statthalterschaft. Demnach dürfte er entweder in der Provinz Pannonia superior, in einer der beiden mösischen Provinzen, in Cappadocia oder in Syria Palaestina als Legat gedient haben.
Cassius Dio berichtet, dass Salvius Iulianus kurz nach dem Tod des Mark Aurel eine Usurpation gegen Commodus aus Loyalität gegenüber dem verstorbenen Kaiser abgelehnt hatte. Die Historia Augusta berichtet, dass dem Prätorianerpräfekten Publius Taruttienus Paternus vorgeworfen wurde, dass er seine Tochter dem Sohn des Iulianus versprochen und Iulianus selbst zum Kaiser haben machen wollen. Die Verschwörung wurde aufgedeckt und beide, Paternus und Iulianus, wurden hingerichtet.